# Edu Snethlage
Everardus „Edu“ Snethlage (* 9. Mai 1886 in Ngawi; † 12. Januar 1941 in Medan, Nordsumatra) war ein niederländischer Fußballspieler. Er bestritt von 1907 bis 1909 elf Länderspiele für die niederländische Fußballnationalmannschaft und erzielte dabei zehn Tore.
Zwei von Snethlages Länderspielen waren bei den Olympischen Spielen 1908 in London; er traf dabei im White City Stadium im Spiel um die Bronzemedaille gegen Schweden in der 58. Minute zum 2:0-Endstand.